# Nikita (serie televisiva 2010)
Nikita è una serie televisiva statunitense basata sulla serie TV canadese Nikita del 1997 (a sua volta tratta dal film Nikita del 1990) ed è andata in onda dal 9 settembre 2010 al 27 dicembre 2013 sul network The CW. 
In Italia ha debuttato in prima visione pay il 23 febbraio 2011, trasmessa dai canali di Mediaset Premium, mentre in chiaro è stata trasmessa su Italia 1 dal 22 dicembre 2011.

## Trama

### Prima stagione
Nikita è una giovane ragazza dal torbido passato. I genitori sono morti e lei viene adottata da una famiglia ma il suo nuovo padre la maltratta e abusa di lei. Fugge da casa e comincia a drogarsi pesantemente. All'età di 18 anni uccide un poliziotto e viene condannata a morte per iniezione letale, ma prima di essere giustiziata un'agenzia segreta la salva.
Tale agenzia si chiama "La Divisione" e nella prima stagione è diretta dal malvagio Percy e dal suo braccio destro Amanda. La Divisione è un'agenzia governativa fuori controllo che recluta persone pronte a morire per dare loro una nuova possibilità, facendole diventare criminali addestrati. Nikita insieme ad altre reclute viene addestrata e ben presto diventa una killer professionista brava a tal punto da essere considerata da Percy la miglior risorsa a disposizione.
Dopo tre anni di attività da recluta, Nikita si rende conto di quanto questo mondo sia malato a seguito dell'omicidio da parte della Divisione del suo compagno Daniel, esterno a questo mondo, del quale la ragazza si era innamorata e col quale voleva costruire un futuro. Nikita riesce a fuggire e a nascondersi per molto tempo finché non decide di affrontare la Divisione; il suo nuovo scopo è quello di distruggerla sabotandone le missioni, e a fare ciò non sarà sola: avrà un'alleata, Alex, addestrata ad hoc da lei stessa, che l'aiuterà nell'intento. Anche Michael (addetto all'addestramento reclute e profondamente innamorato di Nikita) e Birkhoff (l'informatico nerd della Divisione) alla fine capiscono che la Divisione va fermata e si alleano con Nikita. Alex invece si sente tradita da Nikita che le ha tenuto nascosto di essere stata lei, quando era in missione per la Divisione, ad aver ucciso suo padre e per questo alla fine della prima stagione si separa da Nikita alleandosi con la Divisione per uccidere Sergej Šemak, l'uomo che ordinò lo sterminio della sua famiglia.

### Seconda stagione
Michael e Nikita sono sempre più affiatati e li lega ancora di più la voglia di distruggere la Divisione, diretta ora da Amanda dopo aver rinchiuso Percy in una cella nei sotterranei dell'agenzia. Alex nel frattempo ritorna da Nikita tradendo dunque Amanda (la quale sembra molto affezionata alla giovane Udinov); si scopre inoltre che Amanda era da tempo alleata con Ari Tasarov e che tramasse contro Percy da molto tempo. Infine si scopre anche che la Divisione fu creata da Carla Bennet, la donna che ha disintossicato Nikita quando era giovane, e che a quel tempo era un'agenzia che aiutava i più bisognosi prima che Percy e poi Amanda la trasformassero in una macchina da guerra senza scrupoli. Il Nikita Team entra alla Divisione, uccidendo Percy e prendendone il controllo.

### Terza stagione
La Divisione è tornata, ma in una veste tutta nuova e soprattutto con un nuovo scopo. A capo di tutto c'è Ryan, amico fidato di Nikita, e il team si è allargato con l'acquisizione di Sonya (informatica come Birkhoff, col quale avrà un coinvolgimento sentimentale), e, successivamente, di Owen (ripulitore della ex Divisione ora amico di Nikita). Sean decide di allontanarsi temporaneamente dalla Divisione lasciando ad Alex un ultimatum: o la Divisione o lui. Michael e Nikita fanno un importante passo avanti nella loro relazione, ma l'idillio è destinato a non durare. Michael infatti è coinvolto in un incidente e Nikita per salvargli la vita è costretta a tagliargli la mano destra. Questo porta Michael lontano dal campo operativo e porta Nikita ad avvicinarsi ad Owen Elliot. Amanda è il nuovo nemico n.1: infatti, dopo essere riuscita a fuggire in compagnia di Ari Tasarov alla fine della scorsa stagione, adesso si ritrova nel ruolo che fu di Nikita nella prima stagione ovvero come sabotatrice della Divisione per vendetta.
Amanda acquisterà sempre più potere e losche amicizie tra i criminali e i terroristi meglio addestrati del Paese e porterà Nikita ad un importante punto di svolta nella sua vita, nella quale la giovane donna farà qualcosa che la macchierà a vita (e davanti a tutto il mondo) come un'assassina.

### Quarta stagione
Sono passati cento giorni dall'assassinio della presidente degli Stati Uniti. Nikita è ancora in fuga e sulla sua testa vi è una taglia di svariati milioni di dollari. Alex e Sonya sono in India per cercare di rintracciare e smascherare i trafficanti di umani, sapendo che questo li porterà direttamente alla "Bottega", l'associazione criminale terroristica che collaborando con Amanda ha incastrato Nikita per l'uccisione della presidente. Nel mentre Ryan, Michael e Birkhoff, a bordo di un aereo attrezzato che è la loro nuova base operativa, formulano teorie e cercano di rintracciare Nikita prima che lo facciano le autorità.

## Episodi
Il 17 maggio 2011 la serie è stata rinnovata per una seconda stagione, trasmessa dal 23 settembre 2011 al 18 maggio 2012. L'11 maggio 2012 la serie è stata rinnovata anche per una terza stagione, composta da 22 episodi. Il 9 maggio 2013 la serie è stata rinnovata per una quarta ed ultima stagione, composta da 6 episodi che sono stati trasmessi fino al 27 dicembre 2013.
| Stagione         | Episodi | Prima TV USA | Prima TV Italia |
| ---------------- | ------- | ------------ | --------------- |
| Prima stagione   | 22      | 2010-2011    | 2011            |
| Seconda stagione | 23      | 2011-2012    | 2012            |
| Terza stagione   | 22      | 2012-2013    | 2013            |
| Quarta stagione  | 6       | 2013         | 2014            |

## Personaggi e interpreti
- Nikita Mears (stagioni 1-4), interpretata da Maggie Q, doppiata da Barbara De Bortoli.
È la protagonista della serie, un ex agente della "Divisione" che ha disertato. Nikita si era innamorata di Daniel, un ragazzo che fungeva da copertura durante una sua missione da spia. Visto l'assoluto divieto da parte della Divisione di avere una vita privata, Daniel venne ucciso. Ora Nikita lo vuole vendicare facendo sì che questa agenzia governativa "invisibile" cessi di esistere per sempre. Prima da sola poi con l'aiuto di Alex e Michael, missione dopo missione cercheranno di abbattere la Divisione recuperando le scatole nere.

- Michael Bishop (stagioni 1-4), interpretato da Shane West, doppiato da Francesco Pezzulli.
È il ragazzo che addestra le reclute, le quali diventeranno agenti operativi durante missioni all'esterno o ricoprendo ruoli all'interno della struttura. Michael è il braccio destro di Percy, il capo della Divisione. Nella prima stagione scoprirà, però, un'amara verità a proposito di Percy, che lo porterà a scegliere definitivamente da che parte stare.

- Alex Udinov (stagioni 1-4), interpretata da Lyndsy Fonseca, doppiata da Federica De Bortoli.
È l'unica superstite della potente e ricca famiglia russa Udinov, i cui componenti sono stati uccisi durante una missione della "Divisione", tra l'altro compiuta proprio da Nikita. Dapprima facente parte della "Divisione", in seguito si unirà a Nikita.

- Seymour Birkhoff (stagioni 1-4), interpretato da Aaron Stanford, doppiato da Emiliano Coltorti.
È il cervello informatico della Divisione e riesce ad infiltrarsi in qualunque sistema egli voglia con il programma operativo Shadownet da lui creato quand'era un hacker. Nonostante si dica fedele a Percy e alla Divisione, Birkhoff è un grande amico di Nikita, con la quale ha stretto i rapporti ai tempi in cui lei era una recluta, che affettuosamente lo chiamava "Nerd".

- Helen "Amanda" Collins (stagioni 1-4), interpretata da Melinda Clarke, doppiata da Anna Cesareni.
È una donna elegante e calcolatrice. Si occupa del look e dei travestimenti degli agenti, soprattutto se donne, e degli interrogatori: ricopre dunque un ruolo importante nelle gerarchie della "Divisione". È anche avida di potere e cova rancori molto segreti nei confronti della prima collaboratrice di Percy, tanto da volerla uccidere con ogni mezzo in suo possesso. A partire dalla terza stagione diventerà l'antagonista principale della serie.

- Percy Rose (stagione 1-2), interpretato da Xander Berkeley, doppiato da Stefano De Sando.
È il perfido capo della "Divisione", regista delle missioni e burattinaio delle prove che reclute e agenti devono superare. È l'antagonista principale della serie fino alla seconda stagione.

- Thom (stagione 1), interpretato da Ashton Holmes, doppiato da Flavio Aquilone.
È una recluta della Divisione, amico di Alex e innamorato di lei.

- Jaden (stagione 1), interpretata da Tiffany Hines, doppiata da Alessia Amendola.

- Sean Pierce (stagioni 2-3), interpretato da Dillon Casey, doppiato da Fabrizio Vidale.
È il figlio di una senatrice degli USA membro della Supervisione, l'organismo che ha creato e che, in teoria, dovrebbe controllare la Divisione, Sean entra nella struttura proprio come "longa manus" della Supervisione, ma quando sua madre risulterà essere in pericolo per le mire espansionistiche di Amanda prima e di Percy poi Sean scoprirà che la Divisione è un cancro da estirpare e si unirà così al Team Nikita.

- Ryan Flatcher (stagioni 1-4), interpretato da Noah Bean, doppiato da Alessio Cigliano.
È un impiegato della CIA che aiuterà Nikita nella stagione 1 ad arrivare ad importanti documenti.

- Owen Elliot (stagioni 1-4), interpretato da Devon Sawa, doppiato da Francesco Bulckaen.
È un ragazzo apparentemente normale, ma Nikita ben presto scoprirà che si tratta di un "ripulitore" della Divisione. Ci sarà un grande segreto che Nikità verrà a sapere da Owen e questo la porterà a fare una scelta molto importante nei suoi confronti: Nikita con la collaborazione di Michael l'aiuterà ad uscire dal "regime", un processo distruttivo a base di medicinali che la Divisione obbliga a prendere ai suoi "ripulitori" per garantire assoluta prestanza e resistenza fisica.

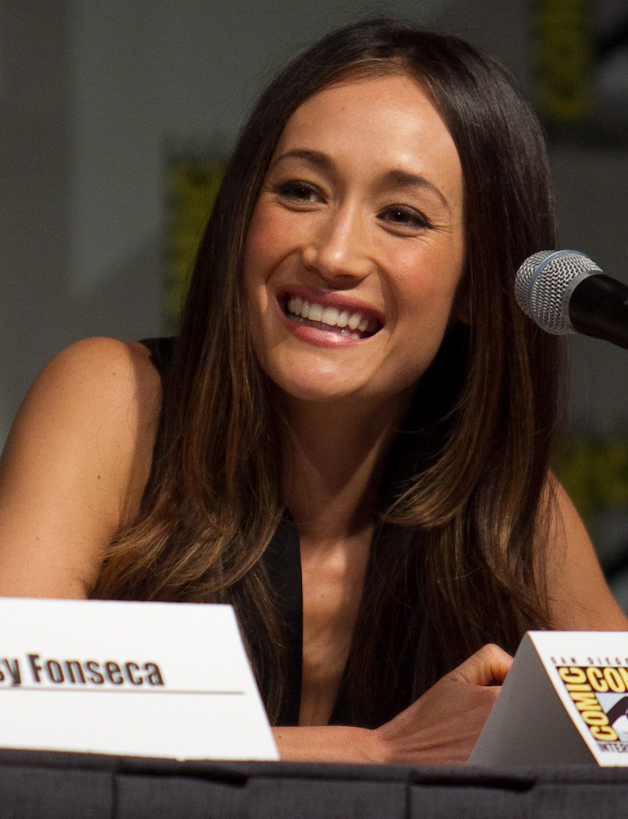
Maggie Q interpreta Nikita Mears
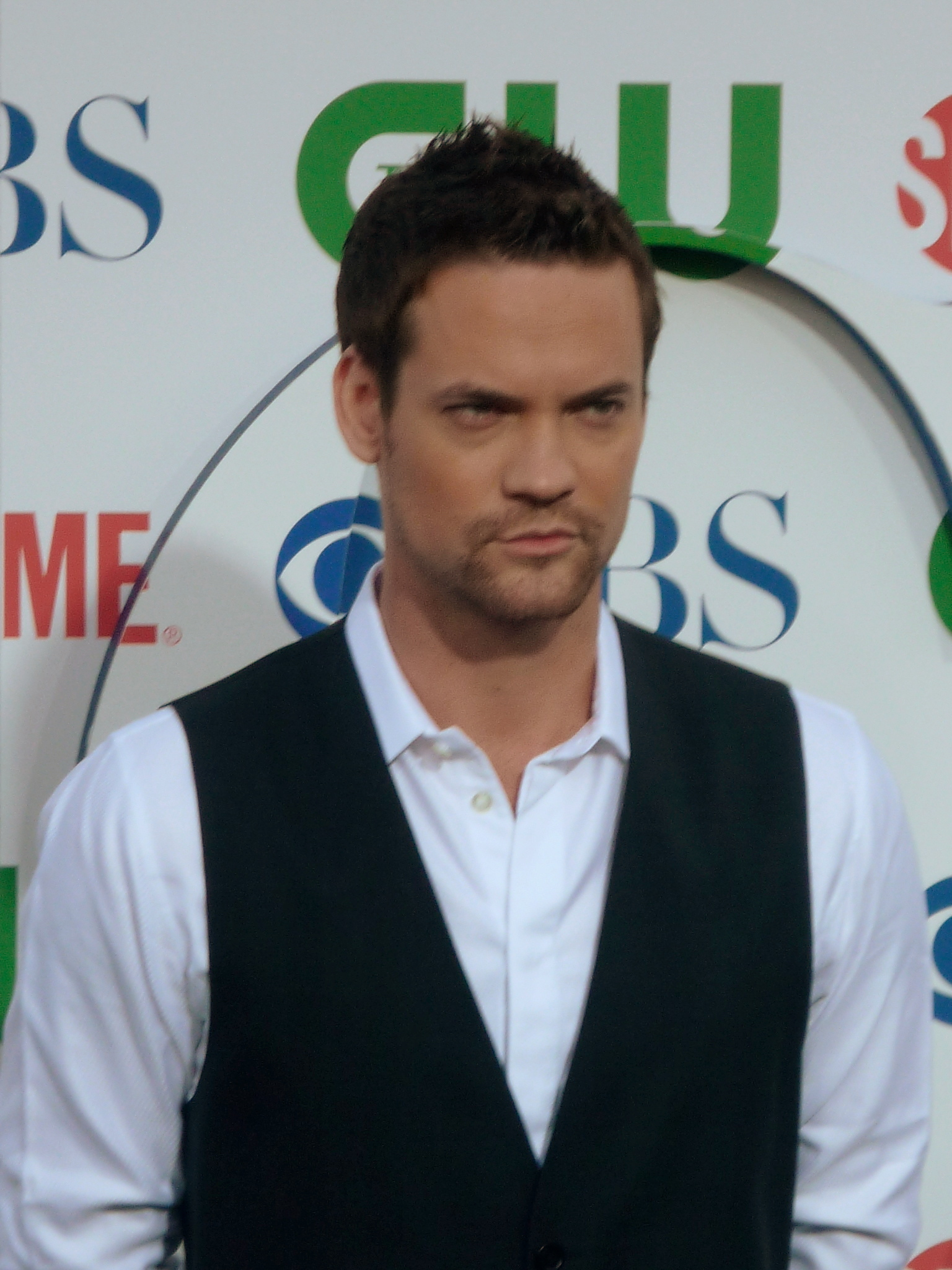
Shane West interpreta Michael Bishop
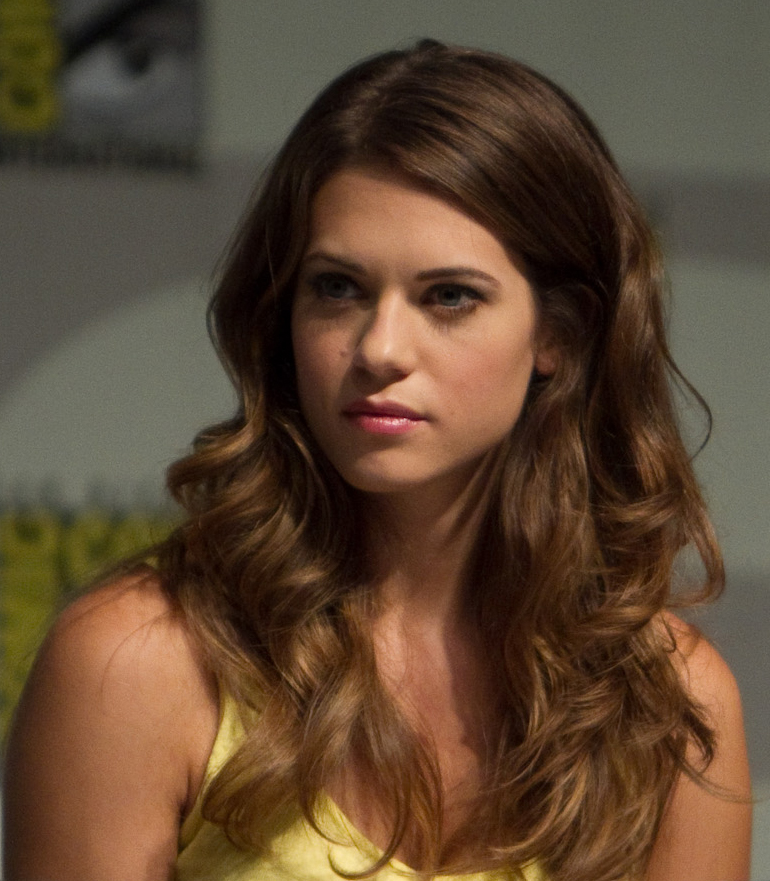
Lyndsy Fonseca interpreta Alex Udinov
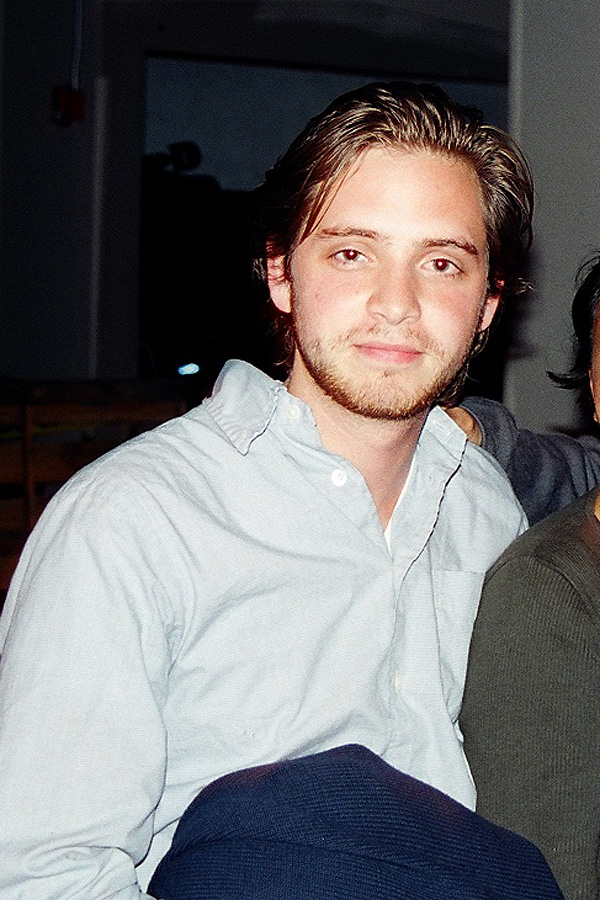
Aaron Stanford interpreta Seymour Birkhoff
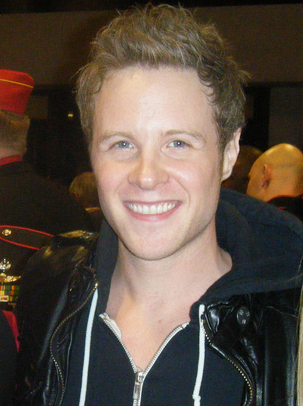
Ashton Holmes interpreta Thom
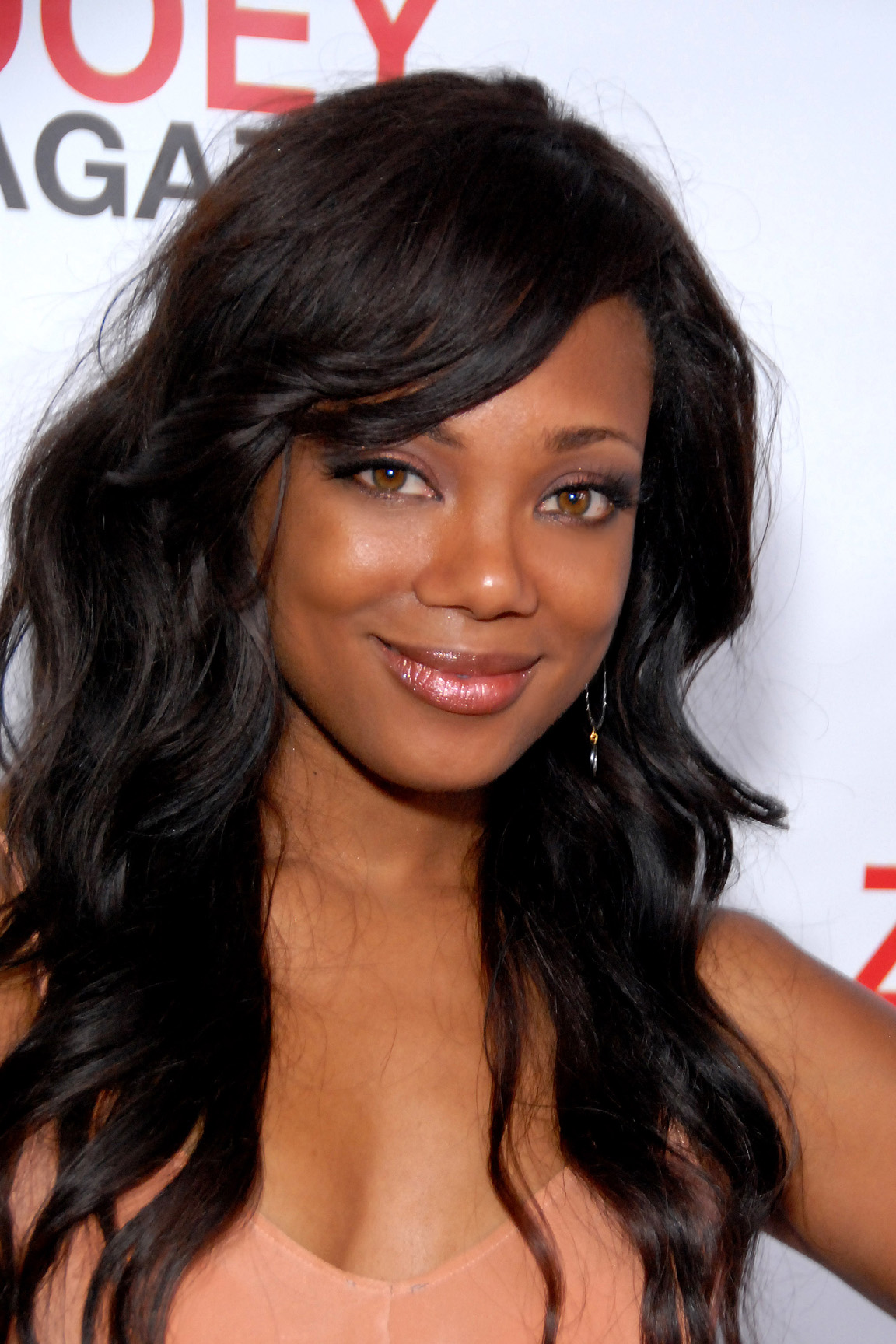
Tiffany Hines interpreta Jaden
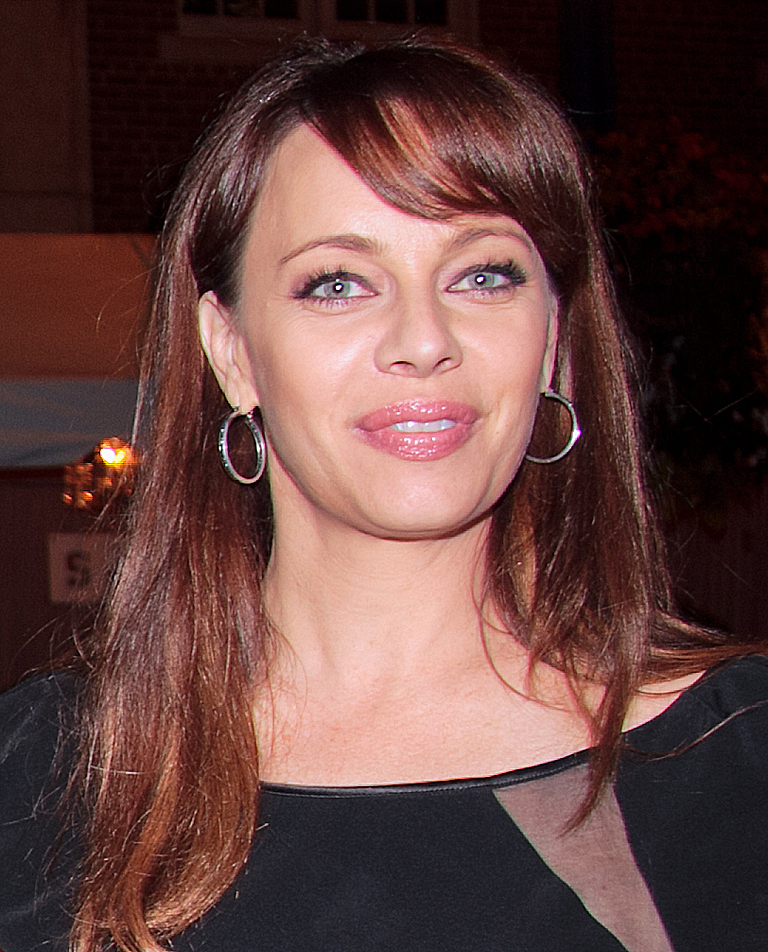
Melinda Clarke interpreta Helen "Amanda" Collins
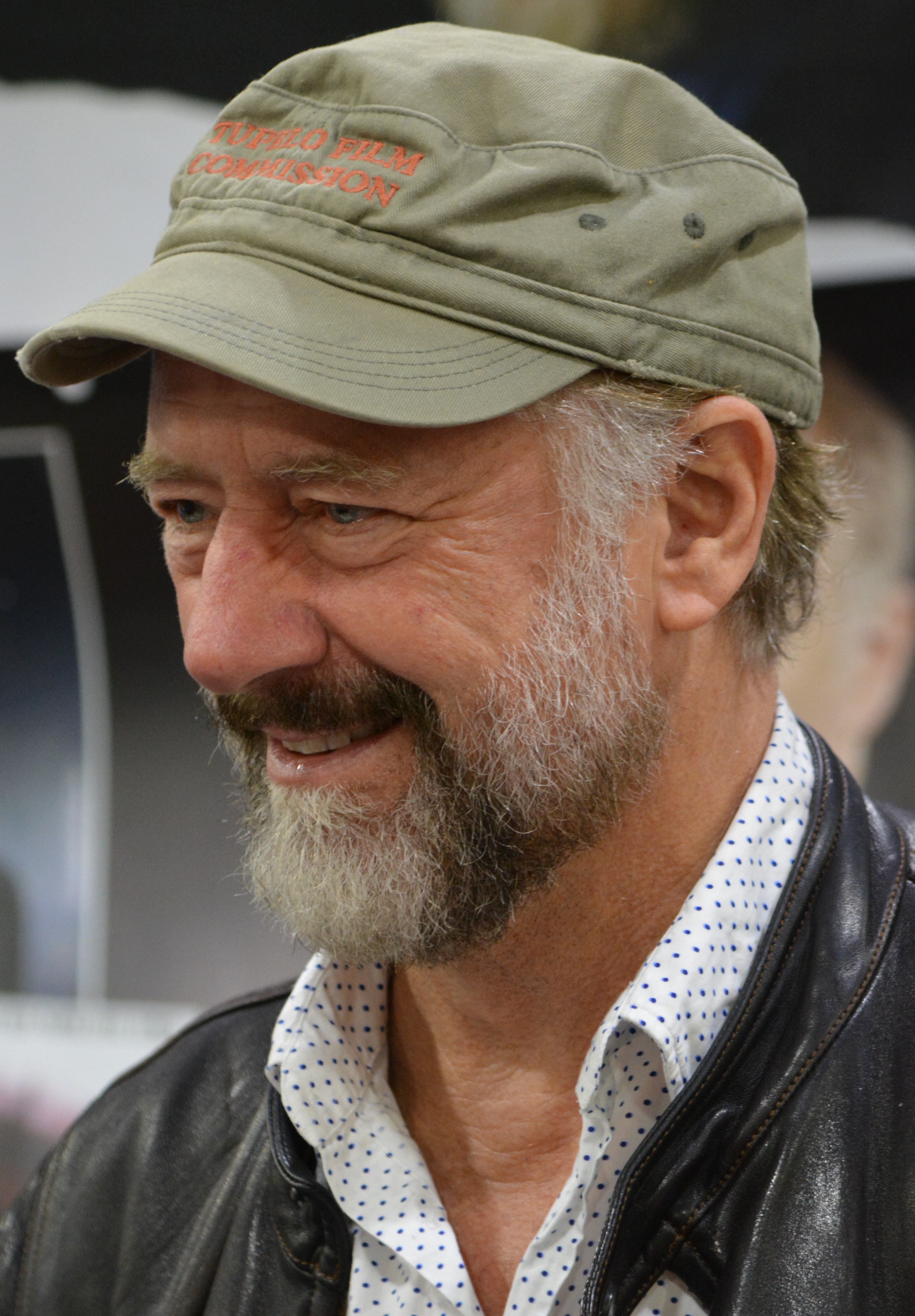
Xander Berkeley interpreta Percy Rose
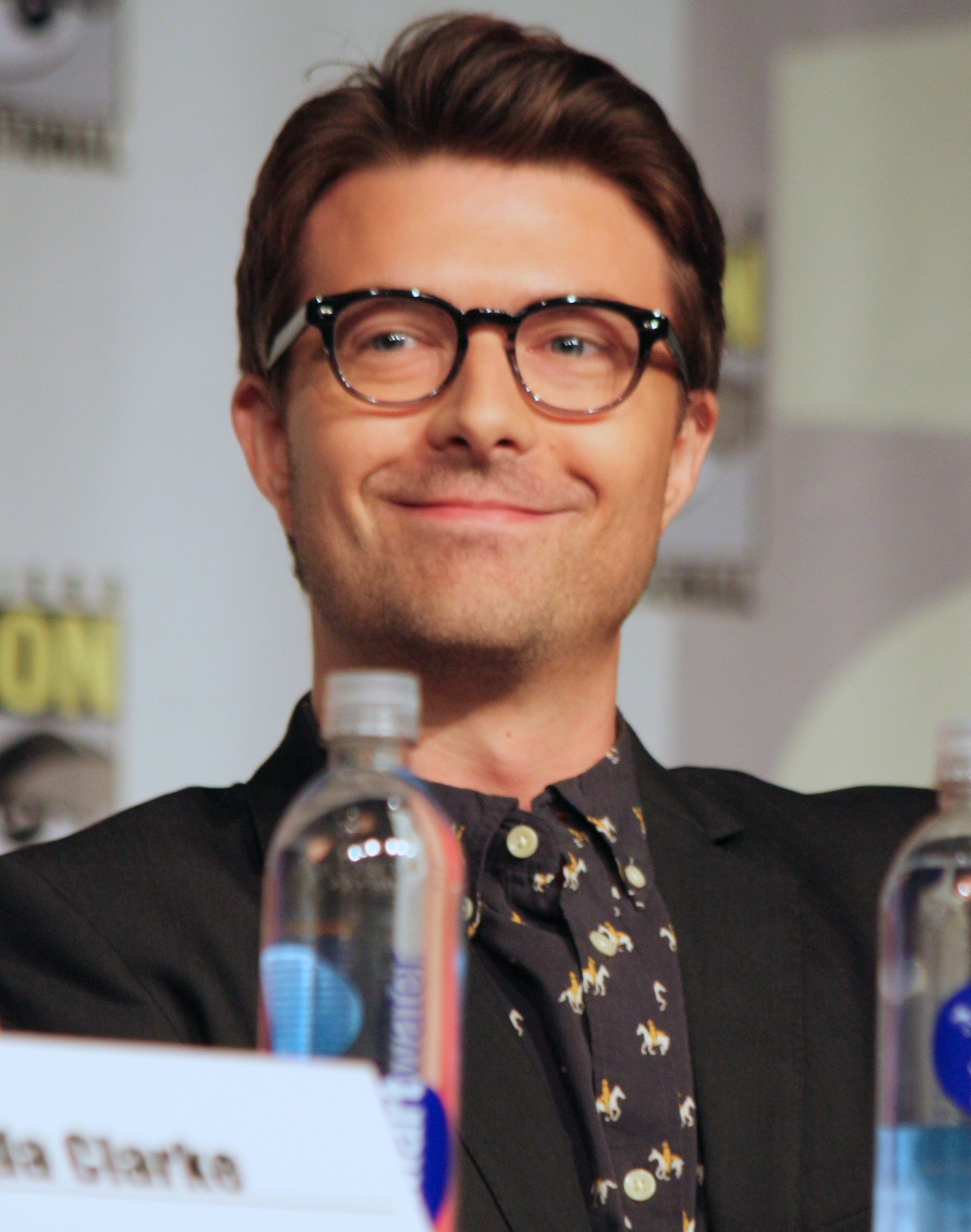
Noah Bean interpreta Ryan Flatcher
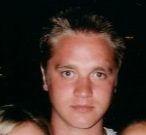
Devon Sawa interpreta Owen Elliot

## Accoglienza
La serie è stata accolta positivamente dalla critica specializzata: su Rotten Tomatoes ha raggiunto un punteggio generale dell'85%, indicando recensioni generalmente positive. La quarta stagione in particolare ha ottenuto una puntuazione del 100%. Su Metacritic la serie ha un punteggio di 67/100 mentre su IMDb di 7.7/10.